# سارقان
دستبرد (به انگلیسی: Takers) یک فیلم در ژانر سرقت به کارگردانی جان لویسنهاپ محصول سال ۲۰۱۰ می‌باشد. هایدن کریستنسن،مت دیلون،پل واکر، کریس براون و تی.آی. از بازیگران این فیلم هستند. این فیلم در ۲۷ اوت ۲۰۱۰ به نمایش درآمد.

## خلاصه داستان
داستان فیلم در مورد ۵ سارق حرفه‌ای است که قصد دزدیدن از یک ماشین حمل پول را دارند و دو کارآگاه پلیس در پی آنها می‌باشند.